# Polje pri Bistrici
Polje pri Bistrici este o localitate din comuna Bistrica ob Sotli, Slovenia, cu o populație de 88 de locuitori.